# ابرگاونی
ابرگاونی (به انگلیسی: Abergavenny، تلفظ: ‎/ˌæbərɡəˈvɛni/‎) یک شهرک بازاری در ولز است که در مونموت‌شر واقع شده‌است. ابرگاونی ۱۲٬۵۱۵ نفر جمعیت دارد.

## خواهرخوانده
شهرهای اوسترینگن، سارنو و Beaupréau خواهرخوانده‌های ابرگاونی هستند.

## نگارخانه

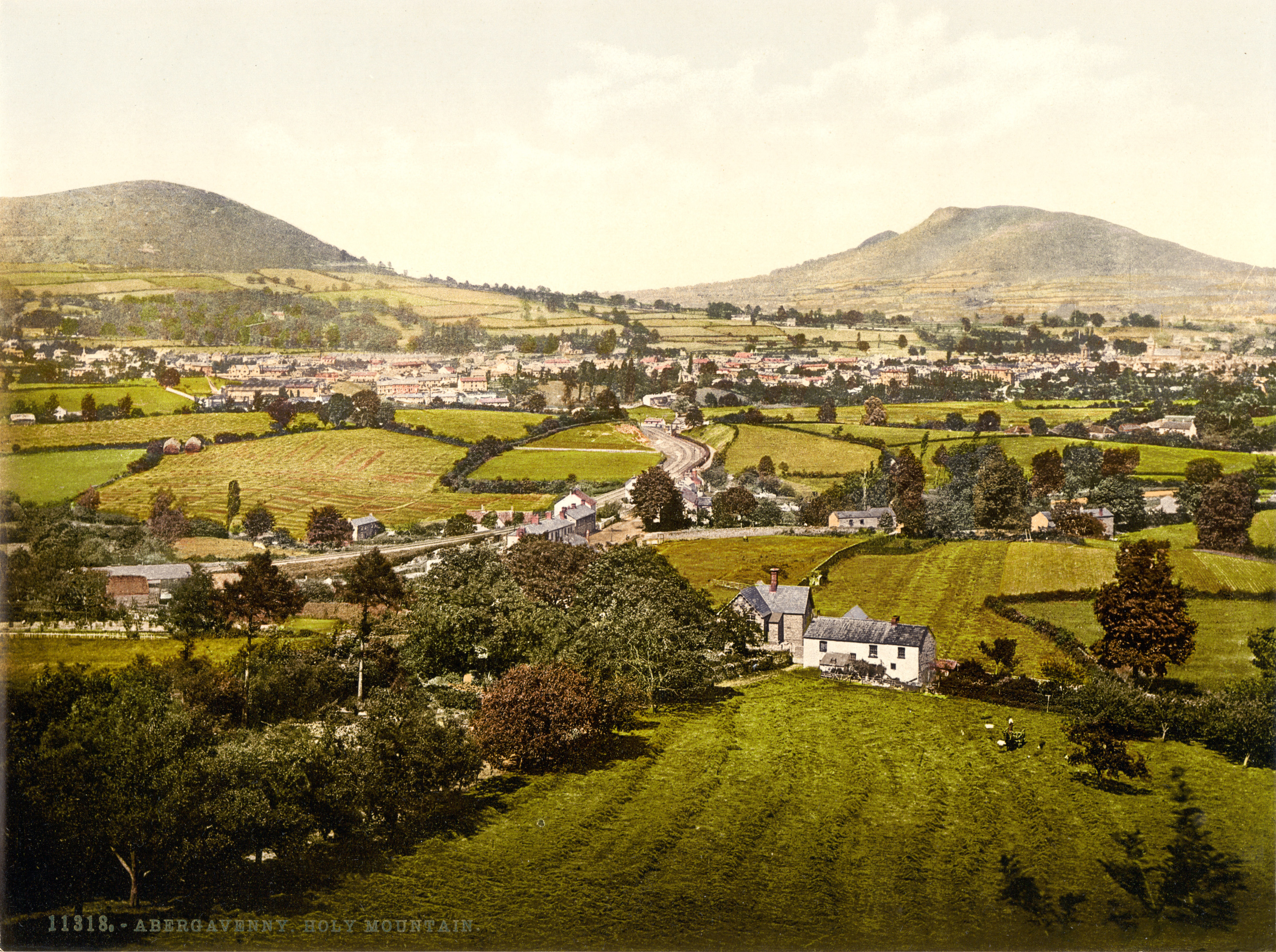
1890-1900
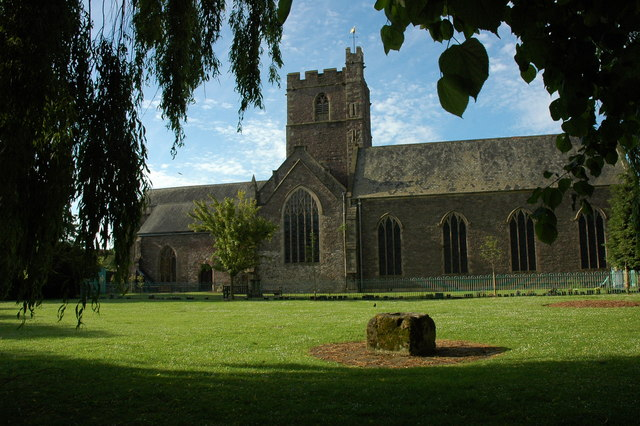
کلیسا سنت ماریز
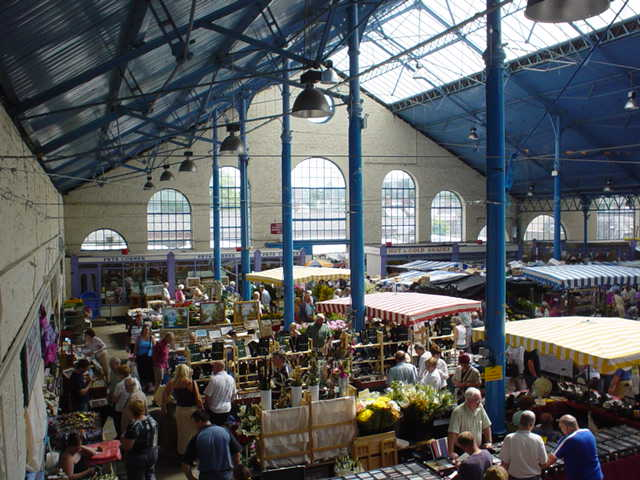